# The Queen of Sheba's Pearls
The Queen of Sheba's Pearls är en svensk-engelsk dramafilm från 2004 i regi av Colin Nutley.

## Handling
Året är 1944 och Jack Bradley ska fylla åtta år. Men en tragedi skakar samtidigt familjen Bradley; Jacks mor Emily havererar med ett flygplan och dör. Åtta år senare, 1952, dör den brittiske kungen och en främling, svenskan Nancy, dyker upp hos familjen Bradley. Konstigt nog är hon förbluffande lik den döda Emily. Kvinnan får jobb som hushållerska i hemmet, men det visar sig snart att hon har andra planer med sitt besök i det ståtliga huset.

## Om filmen
The Queen of Sheba's Pearls hade svensk biopremiär den 25 december 2004. Det är en av de dyraste svenska filmer som gjorts, med en budget på 58 miljoner kronor.
Filmen belönades med två Guldbaggar 2005 för Bästa foto och Bästa prestation (för ljudet). Den vann en Silvergroda och blev nominerad till en Guldgroda på den polska internationella filmfestivalen Camerimage. Den blev också nominerad till en Crystal globe på Karlovy Vary International Film Festival.
The Queen of Sheba's Pearls visades i SVT i maj 2020 och i april 2022.

## Kritik
"Colin Nutley är som vanligt både manusförfattare, regissör och producent. Man önskar att han tillåtit någon annan att komma in i arbetet. Det hade behövts ett kritiskt öga. Som det nu är, anar man som publik långt i förväg vad som skall hända." – Jeanette Gentele i Svenska Dagbladet 23 december 2004 (Betyg: 3 av 6)

## Rollista (i urval)
- Helena Bergström – Emily, Nancy
- Lorcan Cranitch – Harold
- Rollo Weeks – Jack
- Lindsay Duncan – Audrey
- Natasha Little – Peggy
- Tim Dutton – prästen
- Rolf Lassgård – Deafy
- Elizabeth Spriggs – Laura
- Peter Vaughan – Edward
- Eileen Atkins – husmor
- Simon Day – rektorn
- Bohdan Poraj – lärare
- John Joe Regan – Geoffrey
- James Hawkins – Jack (som barn)